# Gordon Bunshaft

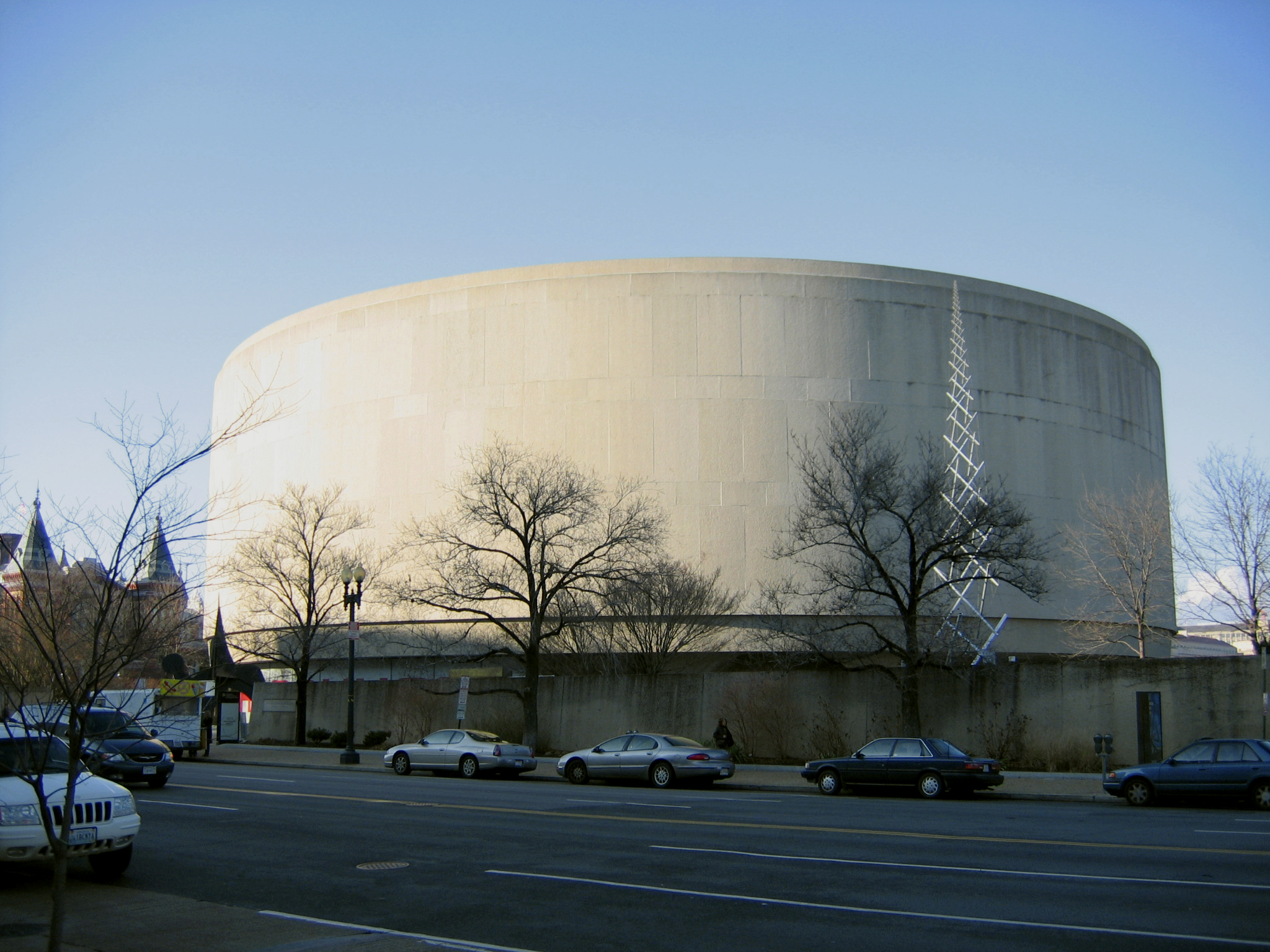
Hirshhorn Museum, Washington DC.

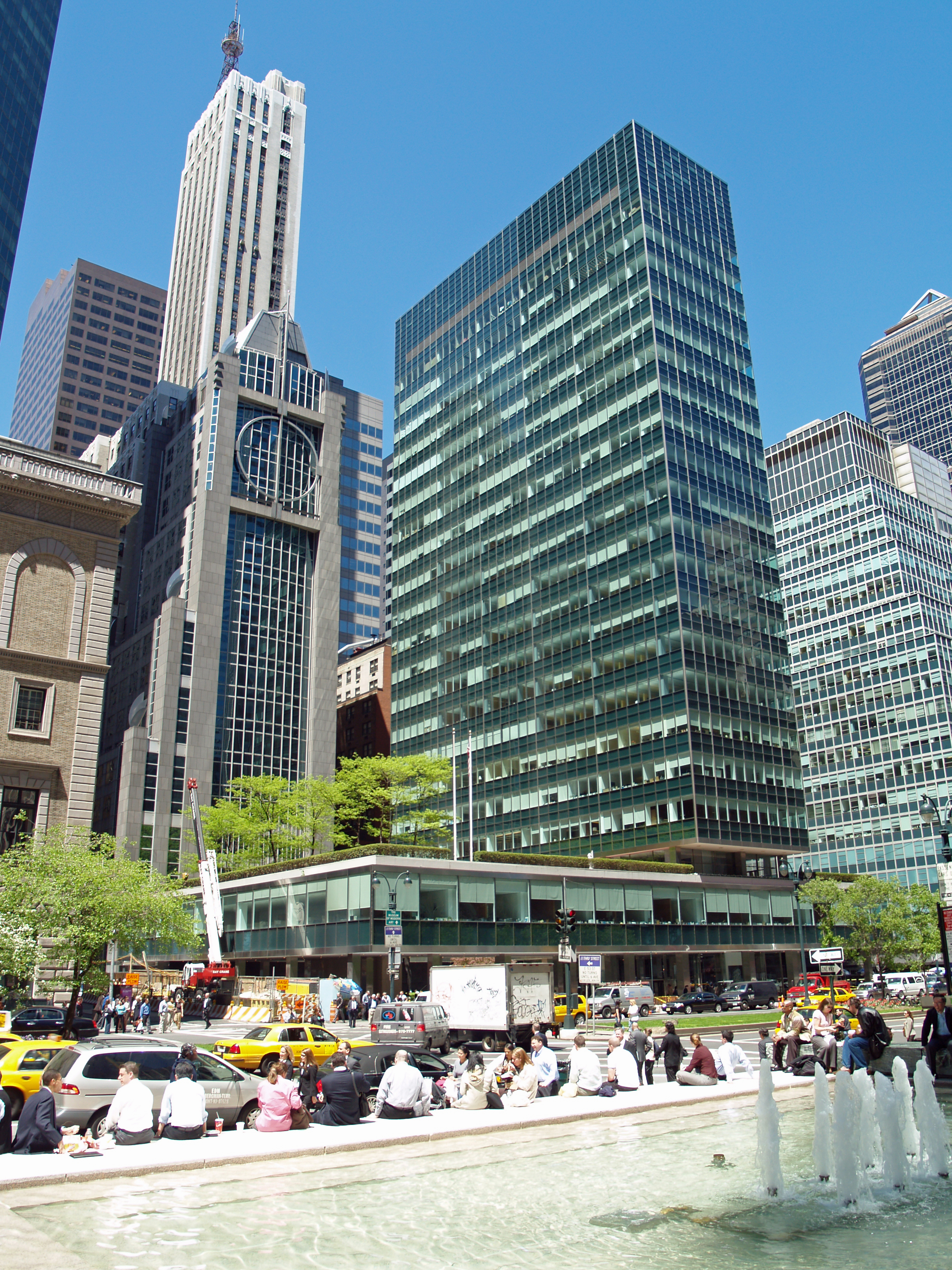
Lever House, New York.

Gordon Bunshaft, född 9 maj 1909 i Buffalo, New York, död 6 augusti 1990 i New York, var en amerikansk arkitekt.
Gordon Bunshaft växte upp i en judisk-rysk immigrantfamilj i Buffalo. Han utbildade sig i arkitektur på Massachusetts Institute of Technology, där han tog en magisterexamen 1935. Efter två års studieresa i Europa tog han anställning i New York först en period hos Edward Durell Stone och sedan på Skidmore, Owings and Merrill till 1942.  Åren 1942-46 var han under andra världskriget inkallad i Army Corps of Engineers. Han var därefter verksam på Skidmore, Owings och Merrill till 1979.
Gordon Bunshaft var en klassisk modernist. Han erhöll Pritzkerpriset 1988.

## Verk i urval
- Beinecke Rare Book Library, New Haven, Connecticut, USA, 1963
- Chase Manhattan Bank, New York, USA, 1961
- Hirshhorn Museum, Washington, D.C., USA, 1974
- Lever House, New York, USA, 1950-52
- Manufacturer's Trust Co., New York, USA, 1954
- National Commercial Bank HQ, Jeddah, Saudiarabien, 1981-83

## Fotogalleri

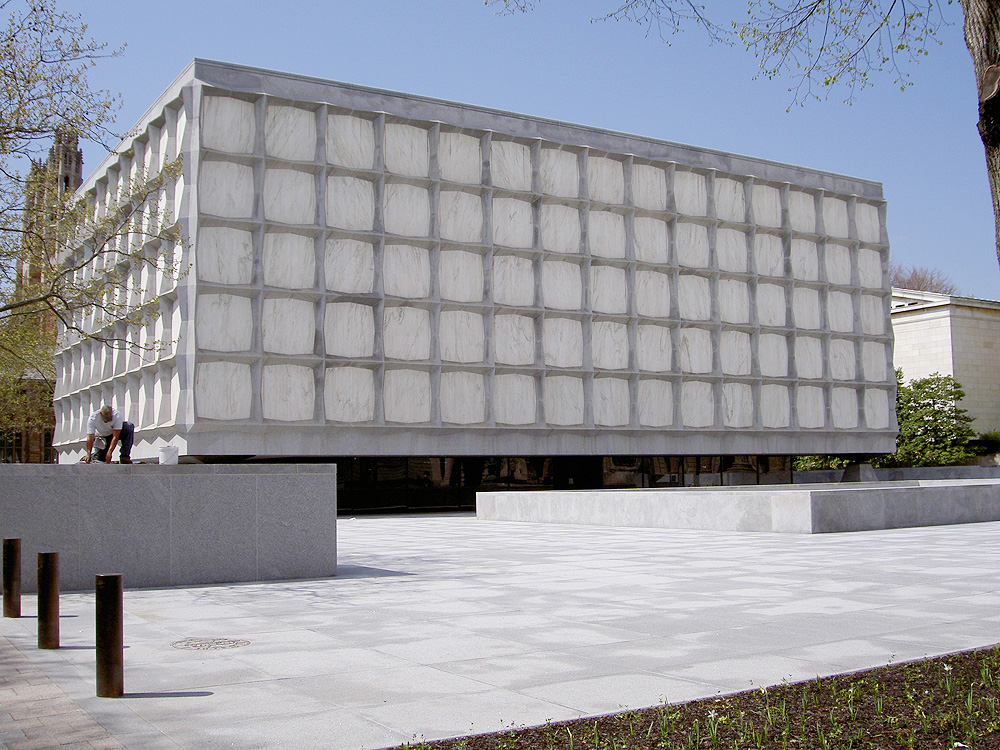
Beinecke Rare Book and Manuscript Library
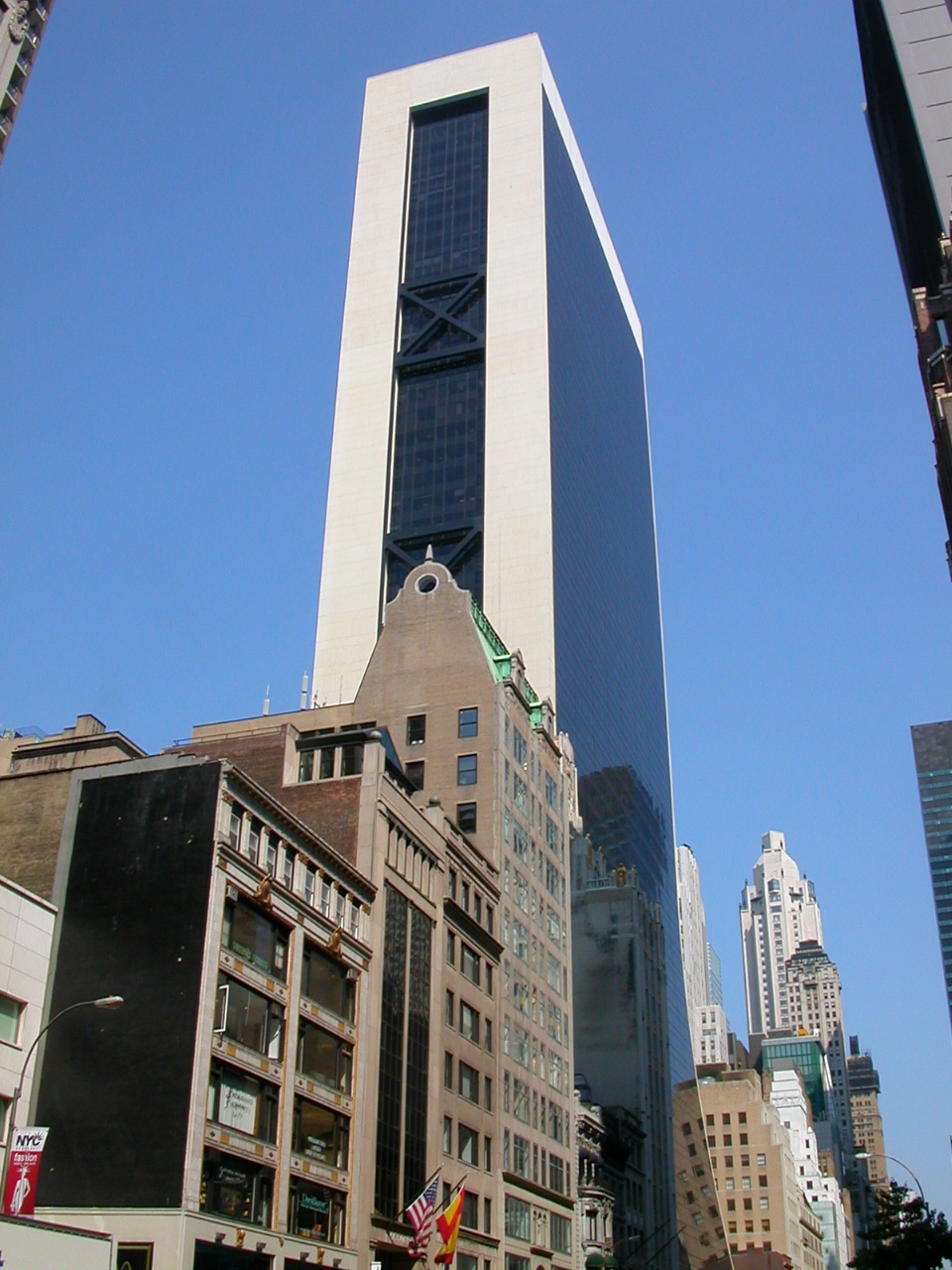
Solow Building
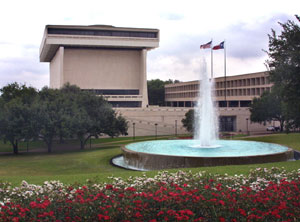
Lyndon B. Johnson Library, Austin, Texas, 1971